# Księgarnia Wydawnicza Trzaska, Evert i Michalski

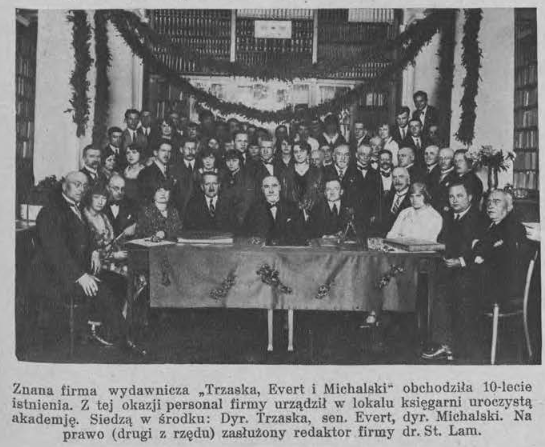
Dziesięciolecie TEiM. W środku W. Trzaska, L. Evert i J. Michalski (1930)

Księgarnia Wydawnicza Trzaska, Evert i Michalski – jedno z największych wydawnictw II Rzeczypospolitej. Działało w latach 1919–1945, 1945–1951. Założone w 1919 roku przez księgarzy Władysława Trzaskę i Jana Michalskiego, oraz przemysłowca i senatora Ludwika Józefa Everta; od 1921 spółka akcyjna. 
Sygnet wydawniczy przedstawiał Europę siedzącą na byku i trzymającą w dłoni kartę papirusową .

## Nazwa
Firma wielokrotnie zmieniała swoją nazwę. W 1919 nazywała się „Dom Wydawniczy Trzaska, Evert i Michalski”. Tego samego roku zmieniła nazwę na „Trzaska, Evert i Michalski – Księgarnia Wydawniczo-Asortymentowa”, której używała do 1921, kiedy po wejściu na giełdę miała miejsce kolejna zmiana na „Wydawnictwo i Księgarnia Trzaska, Evert i Michalski, Spółka Akcyjna”. W 1932 zmieniono nazwę na „Księgarnia Wydawnicza Trzaska, Evert i Michalski, Spółka Akcyjna” (1932–1947). W czasie okupacji firma nosiła niemiecką nazwę: „Trzaska, Evert i Michalski, Verlagsbuchhandlung Warschau”. Po zakończeniu wojny od 12 VII 1947 miała miejsce ponowna zmiana nazwy: „Księgarnia Wydawnicza Trzaska, Evert i Michalski, Spółka z ograniczoną odpowiedzialnością”. Obecnie dla uproszczenia historycy używają nazwy „Księgarnia Wydawnicza TEiM”, firma „TEiM” lub Wydawnictwo „TEiM”.

## Historia

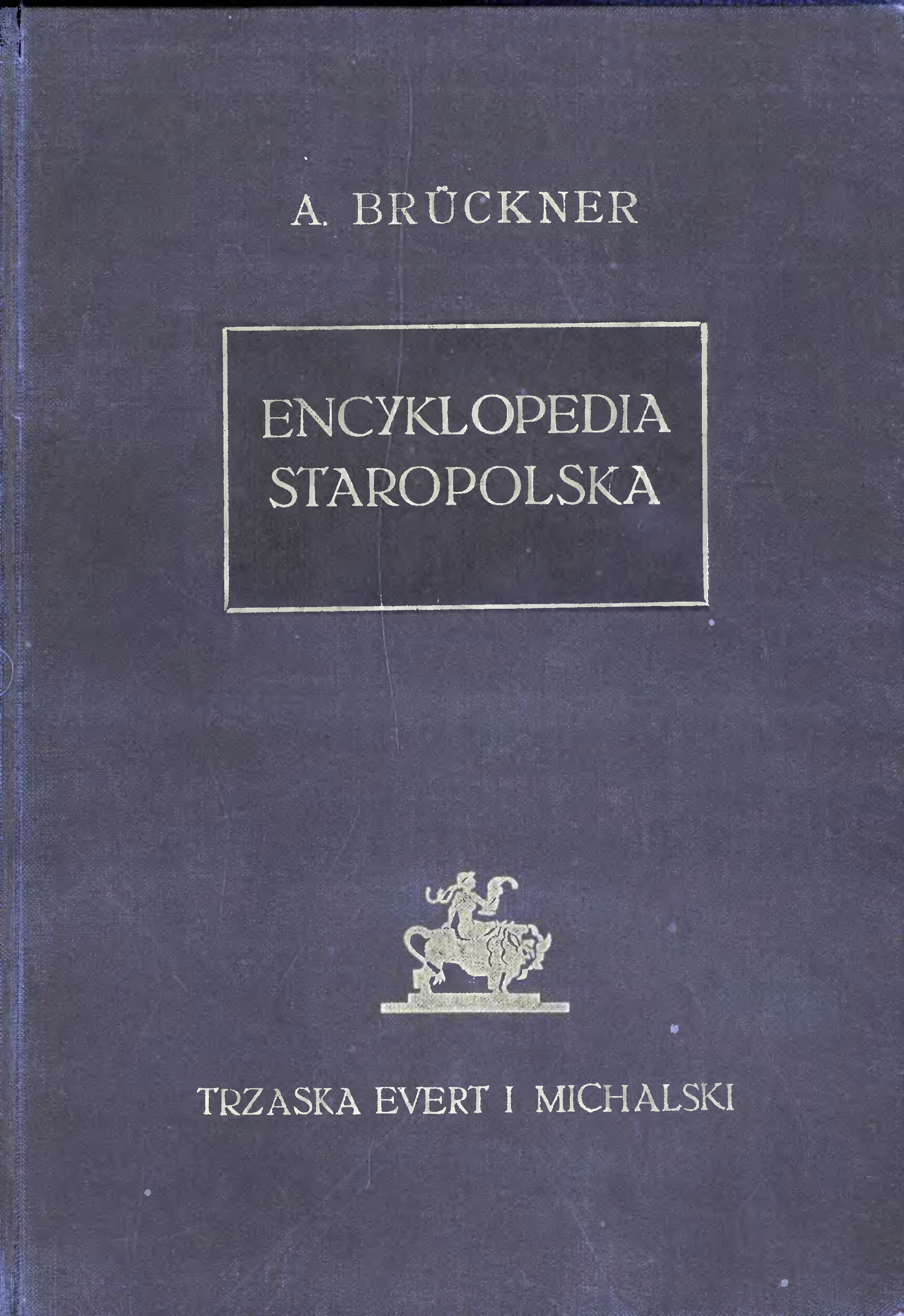
Encyklopedia staropolska Aleksandra Brücknera z sygnetem wydawniczym TEM.

Wydawnictwo ma swoją genezę w księgarni jaką w 1916 postanowili założyć dwaj młodzi księgarze Jan Michalski, pracujący wtedy na stanowisku kierownika asortymentu w księgarni Edwarda Wendego, oraz Władysław Trzaska, zajmujący funkcję kierownika frontu Księgarni Michała Arcta na Nowym Świecie w Warszawie.
Księgarnię wydawniczą otwarto 20 maja 1920. Mieściła się ona w gmachu Hotelu Europejskiego przy Krakowskim Przedmieściu 13 w Warszawie. Miała przedstawicielstwa wojewódzkie w Wilnie, Lublinie, Łucku, Poznaniu, Krakowie, Katowicach, Częstochowie, Łodzi, Gdyni i Lwowie. W 1937 książki wydawnictwa zdobyły Grand Prix na Wystawie Powszechnej w Paryżu. TEM była jedną z najbardziej renomowanych księgarni wydawniczych dwudziestolecia międzywojennego. 
W 1939 w czasie oblężenia Warszawy zniszczone zostały magazyny przy Wareckiej 12 oraz 14. Podczas kampanii wrześniowej zniszczeniu uległy też rękopisy i gotowe książki zgromadzone w Drukarni Narodowej w Krakowie. Podczas II wojny światowej wydawnictwo zawiesiło działalność, ograniczając się jedynie do sprzedaży zapasów magazynowych i antykwariatu. W 1942 księgarnia została przeniesiona do Pałacu Staszica. 
Po wojnie księgarnia mieściła się przy ul. Marszałkowskiej 51. Wydawnictwo reaktywowano w 1945. W 1951 całość działalności wydawniczej przejęły przedsiębiorstwa państwowe. Księgarnia i antykwariat prowadzone przez Władysława Trzaskę istniały do 1963.

## Wydawnictwa
Wydawnictwo specjalizowało się w publikacjach popularnonaukowych, słownikach (np. Encyklopedyczny słownik wyrazów obcych pod red. Stanisława Lama ze słowem wstępnym Aleksandra Brücknera, Warszawa 1939), podręcznikach oraz wielkich dziełach encyklopedycznych z zakresu historii, geografii, kultury, sztuki i literatury. Z czasem wydawało też popularne serie: „Biblioteka Wiedzy", „Biblioteka Podróżnicza", „Biblioteka Automobilisty", „Biblioteka Fotograficzna".
Wydawnictwo opublikowało następujące pozycje:
- Ilustrowana Encyklopedia TEiM, t. 1–5, 1925–1932[7] ,
- Polska, jej dzieje i kultura, 3 t., 1928–1933,
- Encyklopedia powszechna w dwu tomach Trzaski, Everta i Michalskiego, t. 1–2, 1932–1933,
- Encyklopedia Powszechna Dla Wszystkich, 1 t. 1936[8] ,
- Trzaski, Everta i Michalskiego Encyklopedia XX wieku, 1937,
- Encyklopedia Staropolska, 2 t., 1937–1939[9] ,
- Wielka literatura powszechna, 16 t., 1930–1933,
- Wielka geografia powszechna, 6 t., 1932–1939,
- Wielka historia powszechna, 7 t., 1934–1939,
- Słownik Geograficzny, 2 t., 1923–1939.
- Encyklopedyczny słownik wyrazów obcych, 1939.